# Arthur Køpcke

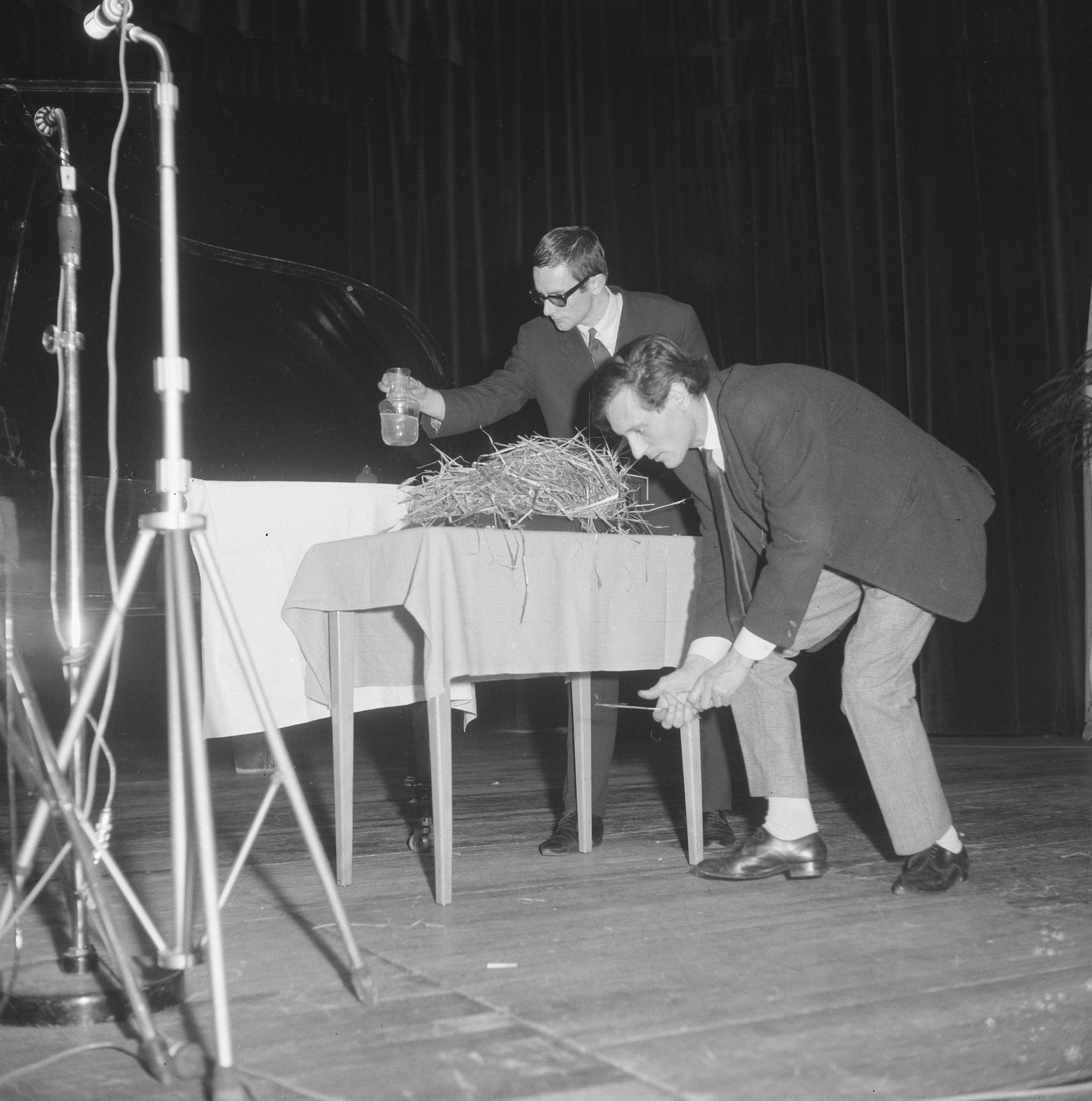
Fluxuskonzert im Kurhaus Scheveningen, 13. November 1964. Vorne Køpcke, dahinter mit Brille: Willem de Ridder

Arthur „Addie“ Køpcke, geboren als Arthur Köpcke (* 26. November 1928 in Hamburg; † 20. Oktober 1977 in Kopenhagen), war ein deutscher Künstler, der vor allem im Fluxus-Bereich tätig war. Sein Schaffen umfasste Literatur, Malerei, Objekt-, Konzept- und Aktionskunst.

## Leben und Werk
Køpcke, als Künstler Autodidakt, beschäftigte sich nach 1945 hauptsächlich mit der Malerei und der Literatur. Er zog Ende 1957 nach Kopenhagen und eröffnete im Oktober gemeinsam mit seiner Frau Aase („Tut“) die Galerie Køpcke, die mit Schwerpunkt auf Fluxus und Nouveau Réalisme für die kommenden fünf Jahre ihres Bestehens zu einem Zentrum für die Avantgarde-Szene von Dänemark wurde. Dort stellten unter anderem Piero Manzoni, Robert Filliou, Dieter Roth, Niki de Saint Phalle, Daniel Spoerri und Emmett Williams aus. Im März 1963 wurde sie wegen des geringen kommerziellen Erfolgs geschlossen. Von 1960 bis 1968 war er Mitglied der Künstlervereinigung „Maj-Udstellingen“. Zudem war Køpcke ab 1962 Organisator und Teilnehmer vieler Fluxus-Veranstaltungen im skandinavischen Raum und nahm an vielen Fluxus-Festivals teil, darunter in den Städten Paris, Düsseldorf, Amsterdam, Aachen. Von 1972 bis 1973 war Køpcke Gastprofessor an der Königlich Dänischen Kunstakademie in Kopenhagen. Sein Werk umfasst Tafel- und Rollbilder, Objekte, Collagen, Assemblagen, Fluxus-Stücke und literarische Arbeiten. Zwischen 1963 und 1965 entstand sein Schlüsselwerk reading / work-pieces-manuscript.
Zum Tode Køpckes veröffentlichte Joseph Beuys 1977 in der Zeit den Artikel Mach’s Fenster auf, halt ’ne Rede. Nach ihm ist der seit 1983 ins Leben gerufene Arthur-Köpcke-Preis (Arthur Køpckes Mindegat) benannt, der jeweils jährlich an seinem Geburtstag an dänische Künstler vergeben wird.

## Trivia
2016 kam das Werk Reading/Work-Piece überregional in die Schlagzeilen. Eine neunzigjährige ehemalige Zahnärztin hatte im Neuen Museum Nürnberg das Lösungswort wall in das Kreuzworträtsel der Collage eingetragen. Sie habe den Text „Insert words“ auf dem Werk als Aufforderung an den Besucher verstanden.

## Ausstellungen (Auswahl)
- 1961: Galerie Køpcke, Kopenhagen (erste Einzelausstellung)
- 1987/88: DAAD-Galerie, Berlin; Museum am Ostwall, Dortmund; Gemeentemuseum Den Haag, Den Haag; Kunsthalle zu Kiel, Kiel (Retrospektive)[4]
- 2003/04: Hamburger Kunsthalle, Hamburg
- 2004: Kunstverein Düsseldorf, Düsseldorf

## Aktionen und Performances
- 1963: Festum Fluxorium Fluxus; Staatliche Kunstakademie Düsseldorf (2. und 3. Februar)
- 1964: Actions/Agit-Pop/Decollage/Happening/Events/Antiart/L’autrisme/Art Total/Refluxus; Festival der neuen Kunst, in der Technischen Hochschule in Aachen (20. Juli)
- 1964: Wolf Vostell: Busstop; Billedhuggersalen Charlottenborg, Kopenhagen (30. August)
- 1969: mit Joseph Beuys: Ich versuche dich freizulassen (machen) (27. Februar)